# Kuwanaspis annandalei
Kuwanaspis annandalei är en insektsart som först beskrevs av Green 1919.  Kuwanaspis annandalei ingår i släktet Kuwanaspis och familjen pansarsköldlöss. Inga underarter finns listade i Catalogue of Life.